# Merhavia
Merhavia (מרחביה) est un kibboutz situé dans la Vallée de Jezreel, sur la route reliant Afoula à Beït-Shéan.

## Histoire
Il est fondé en 1911, grâce à l'acquisition par Yéhoshoua Henkin d'un lopin de terre de 10 000 dounam, acheté à la famille Soursouk, propriétaire de grandes surfaces terriennes en Syrie, au Liban et en Palestine. En décembre 1910, un groupe de jeunes issus de l'organisation Hashomer vient travailler à l'aménagement du terrain, appelé encore Pola en arabe, en vue de sa future installation sur les lieux. Ces pionniers doivent néanmoins faire face à de nombreux obstacles; les prises de position hostiles de la part des autorités turques; l'opposition déclarée des populations arabes à l'encontre de la nouvelle implantation juive, qui se concrétise, fin mai 1911, par l'attaque du garde du kibboutz, Yigael. Cette altercation se solde par la mort du fils du Sheykh de la région. Quelques heures plus tard, Merhavia est assiégée par la foule des villageois arabes des environs. Il faudra l'intervention de l'armée turque et bon nombre de bakchichs pour éviter un drame.
"Merhavia" ("Etendue de Dieu") tire son nom des vastes étendues de terrain qui l'entourent. Il se base à ses débuts sur les thèses économiques présentées dans les écrits du célèbre économiste, professeur Franz Oppenheimer. Après la Première Guerre mondiale, le kibboutz est subitement démantelé. Une seconde, puis une troisième tentative de réinstallation s'avèrent être vaines également. Ce n'est qu'en 1929 que, à la suite de nouvelles acquisitions de terres par le KKL, le kibboutz Merhavia renaît.
Merhavia abrite aujourd'hui un centre de jeunesse du mouvement Hashomer Hatzaïr, de nombreuses archives sionistes et un institut pédagogique.

## Personnes
- Golda Meir : y vécut vers 1917.